# Polioptila californica
Polioptila californica là một loài chim trong họ Polioptilidae.